# Gerhard Schröder
Gerhard Fritz Kurt Schröder, född 7 april 1944 i Blomberg i Fristaten Lippe, är en tysk politiker (socialdemokrat, SPD). Han var Tysklands förbundskansler mellan 1998 och 2005.

## Biografi
Gerhard Schröder växte upp under knappa förhållanden i efterkrigstidens Västtyskland. Han var i början av 1970-talet med i Jusos, vilket var de unga socialdemokraterna, innan han tog steget upp i SPD. Schröder har sedan början av 1980-talet funnits med i SPD-toppen. Han var tidigare ministerpresident i delstaten Niedersachsen innan han vann valet 1998 och blev ny tysk förbundskansler.

### Röd-grön regering
Schröder var den första socialdemokratiska förbundskanslern sedan 1982 och många såg till en början Schröder som en frisk fläkt. Han tampades senare under sin tid som förbundskansler med sviktande väljarförtroende, främst beroende på de ekonomiska sparpaket (Agenda 2010) som drivits igenom för att få fart på den tyska ekonomin. Det rönte också stor uppmärksamhet då det blev tydligt att Schröder och finansministern Oskar Lafontaine inte drog jämnt och Lafontaine avgick. Schröder avgick 2004 från posten som SPD:s partiordförande.

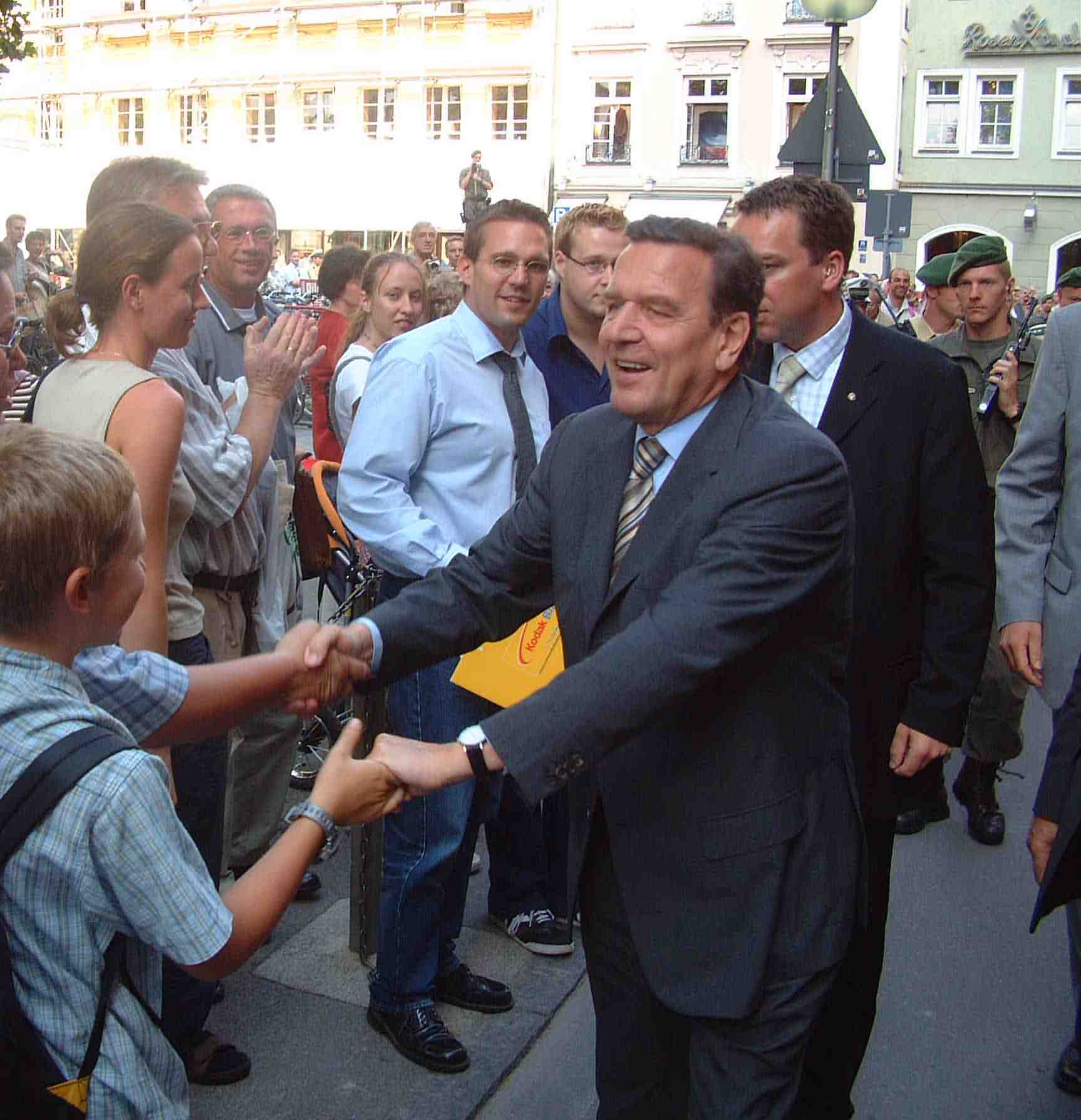
Schröder vid ett valmöte i München, 2002.

Efter det negativa resultatet av delstatsvalet i Nordrhein-Westfalen, där socialdemokraterna regerat oavbrutet i nära fyra decennier, meddelade Schröder den 22 maj 2005 att han trots de författningsmässiga svårigheterna – parlamentet får ej upplösa sig självt – avsåg att få till stånd ett nyval hösten 2005. Den 1 juli förlorade han en på egen begäran genomförd misstroendevotering i förbundsdagen, varpå Tysklands förbundspresident Horst Köhler den 21 juli utlyste nyval. Efter överprövning av den tyska författningsdomstolen fastställdes nyvalet till den 18 september.
Trots socialdemokraternas starka upphämting i valrörelsens slutskede förlorade SPD och Allians 90/De gröna sin majoritet i förbundsdagen, samtidigt som de borgerliga inte heller samlade erforderligt stöd. 

### Schröder i "Berliner Runde 2005"
En modern klassiker blev Schröders uppträdande i "Berliner Runde", en debatt mellan partiledarna som hölls i sedvanlig ordning samma kväll som förbundsdagsvalet. I programmet förnekade kanslern sitt nederlag och uppträdde segerviss. Utifrån att SPD i början av valrörelsen hade legat 23 procentenheter bakom Angela Merkels CDU (26% mot 49%) och på valkvällen hamnade på 34% jämfört med CDU som bara fick 35% formulerade Schröder viljan att fortsätta som Tysklands förbundskansler. Gentemot programledarna uttryckte han sin ilska över medias rapportering som enligt honom hade motarbetat socialdemokraterna under hela valrörelsen. Att SPD skulle ingå i en regering under Angela Merkel avfärdade Schröder bestämt. Hans uppträdande gick dock inte hem hos väljarna, hans dåvarande fru Doris Schröder-Köpf tyckte att hans insats var "suboptimal". CDU-politikern Friedrich Merz menade i efterhand att SPD-mannens uppträdande ledde till att CDU ställde sig solidariskt bakom Merkel vilket enligt honom hjälpte henne att bli förbundskansler. Rykten att Schröder var berusad under debatten avfärdades senare av programledaren Nikolaus Brender som ser Schröders sårade ego som den huvudsakliga orsaken bakom hans beteende.

### Avgång och senare liv
De efterföljande dagarna präglades av ett politiskt vakuum. Efter sonderingar mellan SPD och CDU enades dessa i oktober 2005 om att bilda en så kallad stor koalition under CDU-ledaren Angela Merkels ledning, varpå Gerhard Schröder meddelade att han avsåg att dra sig tillbaka från tysk politik.
Schröder har efter sin tid som förbundskansler varit verksam som styrelseordförande för det tysk-ryska konsortiet bakom den nordeuropeiska gasledningen Nord Stream i Östersjön. Detta har blivit mycket omdebatterat, liksom hans vänskap med Vladimir Putin och återkommande stöd för Ryssland.